# Zosterops emiliae
Zosterops emiliae là một loài chim trong họ Zosteropidae.